# Diócesis de Amarillo
La diócesis de Amarillo (en latín: Dioecesis Amarillensis y en inglés: Roman Catholic Diocese of Amarillo) es una circunscripción eclesiástica de la Iglesia católica en Estados Unidos. Se trata de una diócesis latina, sufragánea de la arquidiócesis de San Antonio. Desde el 3 de enero de 2008 su obispo es Patrick James Zurek.

## Territorio y organización
La diócesis tiene 9962 km² y extiende su jurisdicción sobre los fieles católicos de rito latino residentes en el estado de Texas en los 26 condados de: Armstrong, Briscoe, Carson, Castro, Childress, Collingsworth, Dallam, Deaf Smith, Donley, Gray, Hall, Hansford, Hartley, Hemphill, Hutchinson, Lipscomb, Moore, Ochiltree, Oldham, Parmer, Potter, Randall, Roberts, Sherman, Swisher y Wheeler.
La sede de la diócesis se encuentra en la ciudad de Amarillo, en donde se halla la Catedral de Santa María.
En 2020 en la diócesis existían 38 parroquias.

## Historia
La diócesis fue erigida el 3 de agosto de 1926 con la bula Pastoris aeterni del papa Pío XI, obteniendo el territorio de las diócesis de Dallas y San Antonio (hoy arquidiócesis). La primera catedral de la diócesis fue la iglesia del Sagrado Corazón.
El 16 de octubre de 1961 cedió una porción de su territorio para la erección de la diócesis de San Ángelo mediante la bula Qui Dei consilio del papa Juan XXIII.
El 25 de marzo de 1983 cedió otra porción de su territorio para la erección de la diócesis de Lubbock mediante la bula Monent prudentia del papa Juan Pablo II.
El 11 de octubre de 2010 la catedral de la diócesis fue trasladada de la iglesia de San Lorenzo a la de Santa María.

## Estadísticas
Según el Anuario Pontificio 2021 la diócesis tenía a fines de 2020 un total de 45 586 fieles bautizados.
| Año                                                                             | Población            | Población | Población      | Sacerdotes | Sacerdotes    | Sacerdotes    | Bautizados por sacerdote | Diáconos permanentes | Religiosos | Religiosos | Parroquias |
| Año                                                                             | Bautizados católicos | Total     | % de católicos | Total      | Clero secular | Clero regular | Bautizados por sacerdote | Diáconos permanentes | Varones    | Mujeres    | Parroquias |
| ------------------------------------------------------------------------------- | -------------------- | --------- | -------------- | ---------- | ------------- | ------------- | ------------------------ | -------------------- | ---------- | ---------- | ---------- |
| 1949                                                                            | 40 048               | 700 000   | 5.7            | 72         | 32            | 40            | 556                      |                      | 40         | 192        | 35         |
| 1958                                                                            | 72 800               | 1 040 000 | 7.0            | 97         | 62            | 35            | 750                      |                      | 36         | 220        | 58         |
| 1966                                                                            | 80 000               | 777 339   | 10.3           | 97         | 77            | 20            | 824                      |                      | 22         | 180        | 90         |
| 1970                                                                            |                      | 875 000   | .0             | 73         | 73            |               | 0                        |                      |            |            | 56         |
| 1976                                                                            | 75 819               | 750 000   | 10.1           | 79         | 62            | 17            | 959                      |                      | 17         | 150        | 59         |
| 1980                                                                            | 89 051               | 812 000   | 11.0           | 79         | 56            | 23            | 1127                     | 33                   | 25         | 168        | 61         |
| 1990                                                                            | 31 781               | 385 000   | 8.3            | 53         | 45            | 8             | 599                      | 34                   | 8          | 126        | 33         |
| 1999                                                                            | 46 356               | 393 822   | 11.8           | 63         | 61            | 2             | 735                      | 44                   |            | 148        | 35         |
| 2000                                                                            | 48 783               | 401 261   | 12.2           | 52         | 49            | 3             | 938                      | 46                   | 3          | 138        | 35         |
| 2001                                                                            | 54 208               | 413 067   | 13.1           | 54         | 48            | 6             | 1003                     | 54                   | 7          | 138        | 35         |
| 2002                                                                            | 56 361               | 432 190   | 13.0           | 59         | 49            | 10            | 955                      | 54                   | 11         | 144        | 35         |
| 2003                                                                            | 49 361               | 436 422   | 11.3           | 52         | 43            | 9             | 949                      | 54                   | 10         | 130        | 35         |
| 2004                                                                            | 43 651               | 432 190   | 10.1           | 45         | 34            | 11            | 970                      | 54                   | 12         | 106        | 35         |
| 2006                                                                            | 39 609               | 422 448   | 9.4            | 48         | 37            | 11            | 825                      | 47                   | 12         | 106        | 35         |
| 2012                                                                            | 50 237               | 427 927   | 11.7           | 53         | 37            | 16            | 947                      | 57                   | 16         | 105        | 38         |
| 2015                                                                            | 48 678               | 448 525   | 10.9           | 42         | 32            | 10            | 1159                     | 53                   | 10         | 78         | 38         |
| 2018                                                                            | 42 092               | 441 340   | 9.5            | 40         | 34            | 6             | 1052                     | 48                   | 6          | 96         | 38         |
| 2020                                                                            | 45 586               | 475 780   | 9.6            | 34         | 31            | 3             | 1340                     | 48                   | 3          | 80         | 38         |
| Fuente: Catholic-Hierarchy, que a su vez toma los datos del Anuario Pontificio. |                      |           |                |            |               |               |                          |                      |            |            |            |

## Episcopologio
- Rudolph Aloysius Gerken † (25 de agosto de 1926-2 de junio de 1933 nombrado arzobispo de Santa Fe)
- Robert Emmet Lucey † (10 de febrero de 1934-23 de enero de 1941 nombrado arzobispo de San Antonio)
- Laurence Julius FitzSimon † (2 de agosto de 1941-2 de julio de 1958 falleció)
- John Louis Morkovsky † (18 de agosto de 1958-16 de abril de 1963 nombrado obispo coadjutor de Galveston-Houston[nota 1])
- Lawrence Michael De Falco † (16 de abril de 1963-28 de agosto de 1979 falleció)
- Leroy Theodore Matthiesen † (25 de marzo de 1980-20 de enero de 1997 renunció)
- John Walter Yanta † (20 de enero de 1997-3 de enero de 2008 retirado)
- Patrick James Zurek, desde el 3 de enero de 2008